# Silvia Abascal
Pour les articles homonymes, voir Abascal.
 (juin 2025).
Si vous disposez d'ouvrages ou d'articles de référence ou si vous connaissez des sites web de qualité traitant du thème abordé ici, merci de compléter l'article en donnant les références utiles à sa vérifiabilité et en les liant à la section « Notes et références ».
Silvia Abascal Estrada, (Madrid, 20 mars 1979) est une actrice espagnole. 
Sa première chance vient en 1992 dans le programme télévisé de Chicho Ibáñez Serrador Un, dos, très... responda otra vez. Puis, elle devient très populaire avec la serie  Pepa y Pepe en 1994. Elle a étudié l'art dramatique avec Juan Carlos Coraza, la danse espagnole et le ballet.   
Sa sœur Natalia Abascal est aussi actrice et elle a collaboré avec des ONG (elle a été l'ambassadrice de l'Unicef pour le comité espagnol Unicef-Comité español).
En 2016, l'actrice est annoncée au casting de la série la catedral del mar qui arrive sur Netflix dès septembre 2018. Dans cette adaptation du roman de Ildefonso Falcones, elle interprète Elionor, la seconde épouse d'Arnau.

## Filmographie partielle
- 1997 : El tiempo de la felicidad de Manuel Iborra
- 2000 : La fuente amarilla de Miguel Santesmases
- 2000 : La cartera
- 2001 : La voz de su amo
- 2002 : Viento del pueblo : Miguel Hernández
- 2002 : A mi madre le gustan las mujeres de Inés París
- 2004 : La señorita Zuenig
- 2004 : Canciones de invierno
- 2004 : Peperoni ripieni e pesci in faccia de Lina Wertmüller
- 2004 : El Lobo (2004)
- 2005 : Vie et Couleur (Vida y color) de Santiago Tabernero
- 2005 : La dama boba de Manuel Iborra)
- 2016 : Francisco : el Padre Jorge de Docampo Feijóo, Eduardo Giana

## Télévision
- El Comisario
- Dentro del paraíso (2005)
- Pepa y Pepe
- Aquí no hay quien viva (2 chapitres).
- Hospital Central
- La catedral del mar (série télévisée): Elionor (8 épisodes)[1]
- 2021 : La Cuisinière de Castamar :  la reine Élisabeth Farnèse

## Théâtre
- Historia de una vida (2005)
- Siglo XX... que estás en los cielos (2006)

## Distinctions

### Prix Goya
- 2006 : proposition pour le prix Goya de la meilleure actrice pour La dama boba de Manuel Iborra.
- 2004 : proposition pour le prix Goya du meilleur second rôle féminin pour El lobo de Miguel Santesmases.
- 2000 : proposition pour le prix Goya du meilleur espoir féminin pour La fuente amarilla de Miguel Santesmases.

### Unión de Actores
- 2005 : proposition comme meilleure actrice théâtrale pour Historia de una vida.
- 2004 : proposition comme meilleure actrice au second rôle féminin dans un film pour  El Lobo

### Festival de Málaga
- Meilleure actrice (2006), pour La dama boba de Manuel Iborra.